# Église Notre-Dame d'Anéran
L'église Notre-Dame d'Anéran est une église catholique située à Cazaux-Fréchet-Anéran-Camors, dans le département français des Hautes-Pyrénées en France.

## Localisation
L'église Notre-Dame d'Anéran est située au centre du village d'Anéran (indépendant jusqu'en 1806 et sa fusion avec Camors) appartenant à la commune de  Cazaux-Fréchet-Anéran-Camors.

## Historique
L'église était autrefois une annexe de la cure d'Avajan, relevant de l'archiprêtré de Génos .

Une première église a été construite à l'époque romane comme l'atteste : 

- un clocher-mur à deux baies à l'ouest

- le portail d'entrée au sud dont le tympan est orné d'un  chrisme (monogramme du Christ).

## Architecture
La nef unique fut agrandie  au nord  par la construction d'un bas-côté à la fin du XVIe siècle ou au début du XVIIe siècle.

Il semblerait que le chevet ait été reconstruit du XIVe siècle, d'après l'inscription découverte sur le mur lors des restaurations de l'édifice en 1998. La sacristie a été édifiée en 1753.

Vers la fin du XVe siècle, l'intérieur de l'église a été orné de peintures murales dont il reste quelques traces sur le mur sud du chœur qui représentent le martyre de  Saint Sébastien   et la Tentation d'Adam et Ève.

Le retable architecturé du  maître-autel a été réalisé au milieu du XVIIIe siècle. 

## Galerie de photos

Sélection de vues diverses
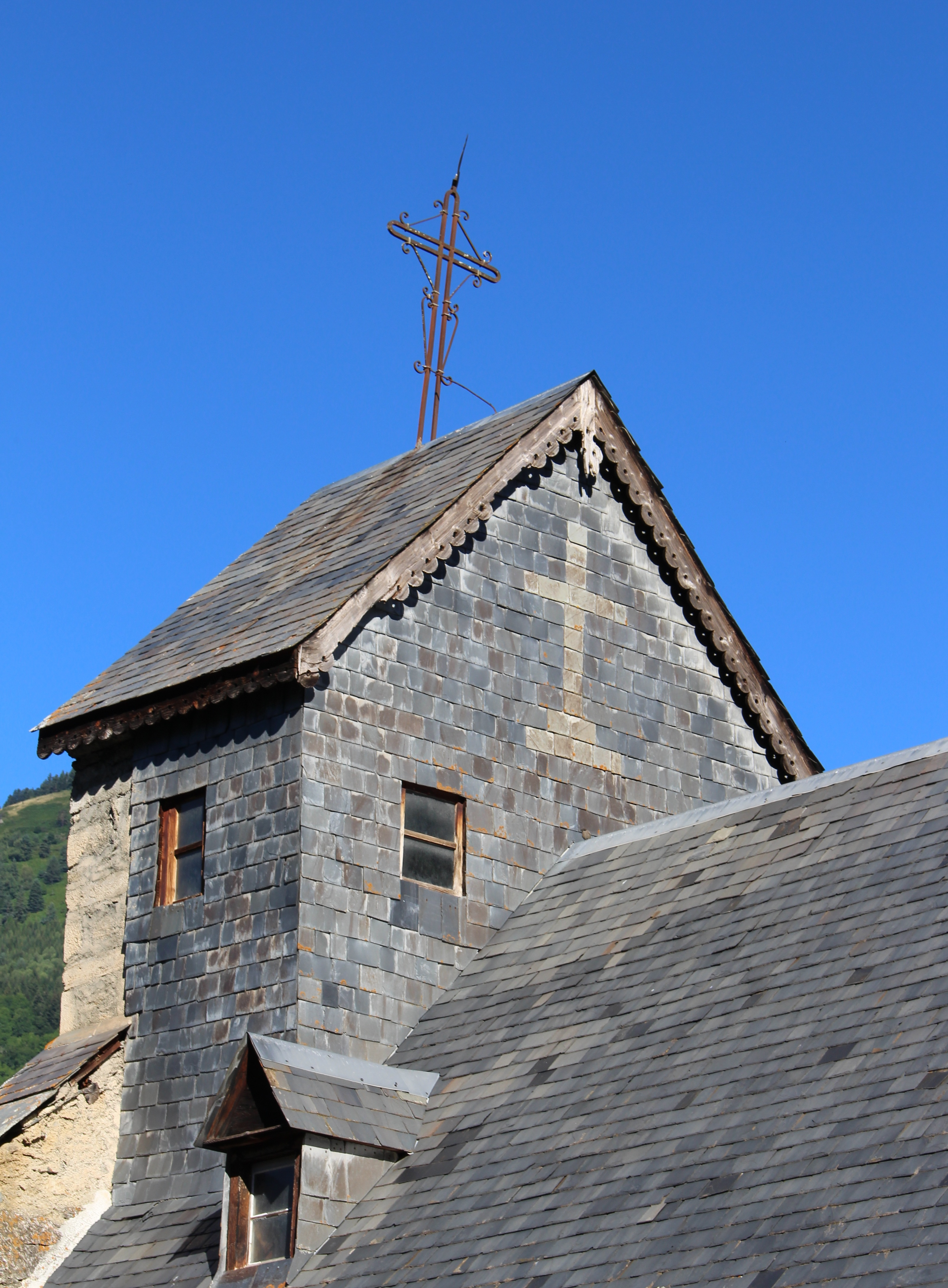
Le clocher.
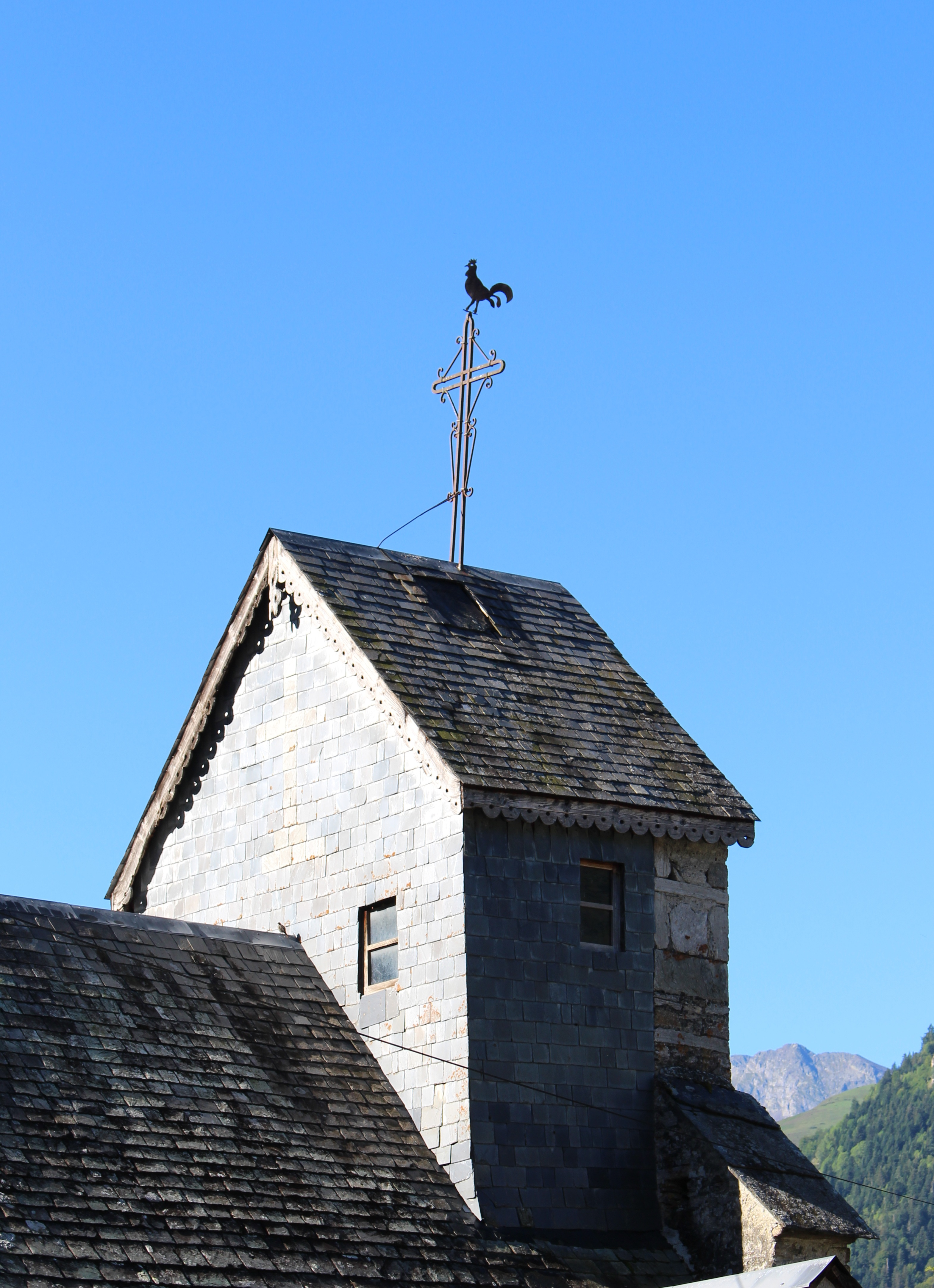
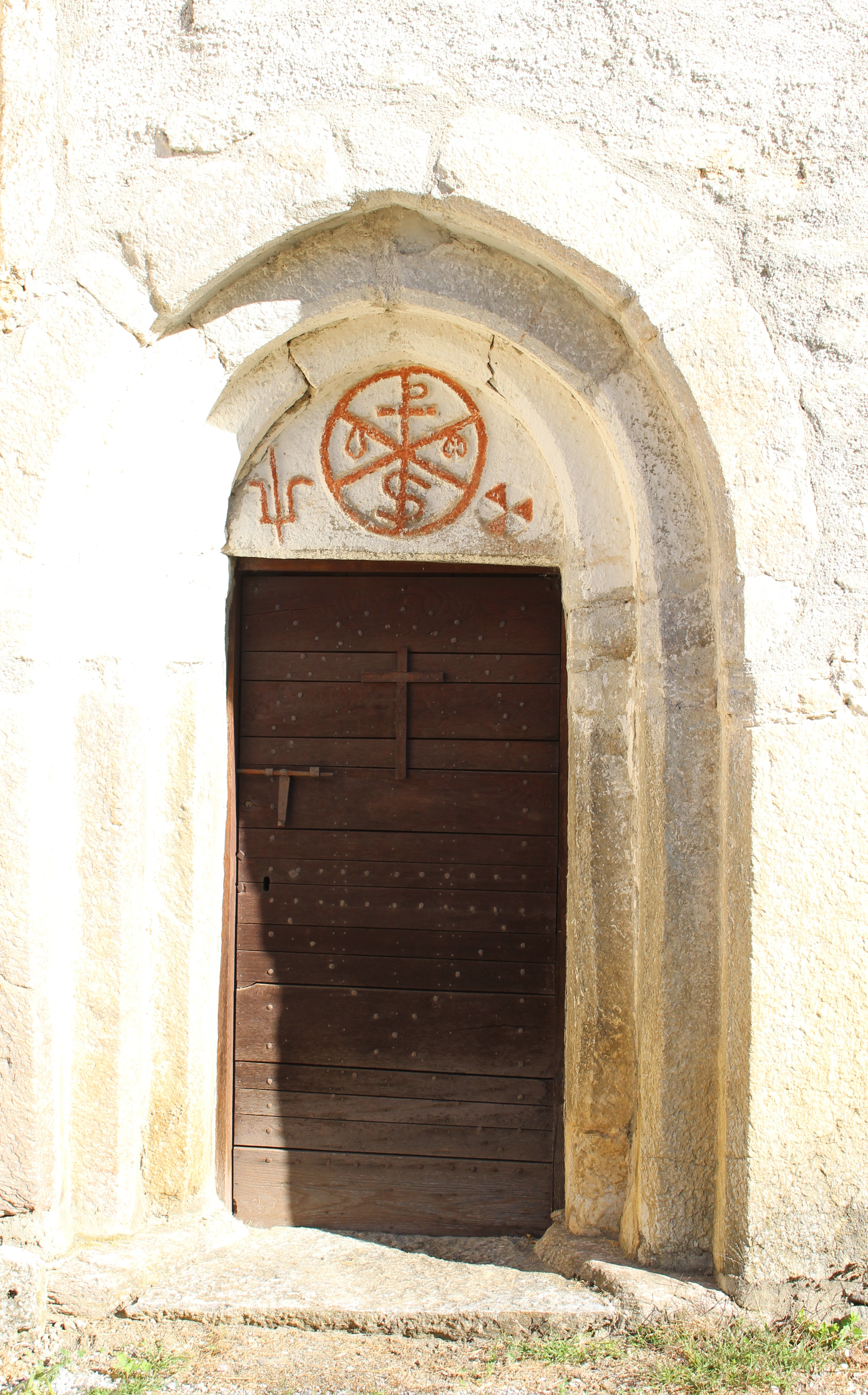
L'entrée.
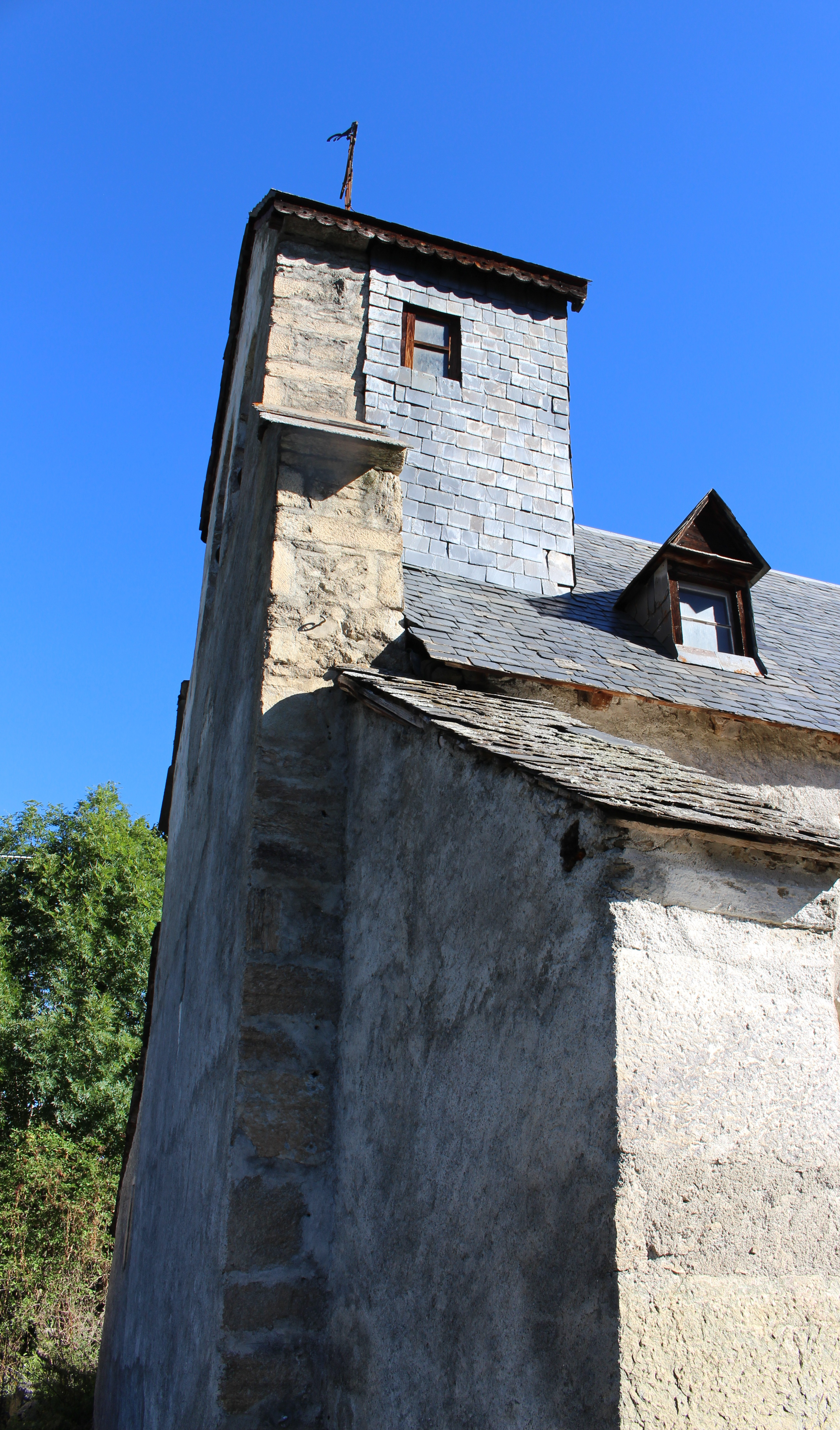